# Padova
Padova, især tidligere på dansk kaldet Padua, er en by i Italien. Byen er provinshovedstad i Padovaprovinsen og det økonomiske og trafikale centrum i hele Venetoregionen i Norditalien. Byen ligger ved floden Bacchiglione, 40 km vest for Venedig og 29 km sydøst for Vicenza.
I selve Padova er der 206.496(2023)indbyggere, men byen udgør en del af byområdet Padova-Venezia med ca. 1.600.000 indbyggere.
Bycentret er meget pittoresk med et stort net af gader med søjlegange samt et antal smukke pladser, hvoraf den 90.000 m² store Prato delle Valle er den mest kendte.
Universitetet er grundlagt 1222. Galileo Galilei var professor i matematik ved Università degli Studi di Padova, der er verdens tredjeældste universitet, og Corfitz Ulfeldt var immatrikuleret her 1628-29. Verdens første Anatomiske Teater blev opført for universitetet i 1594.
Til universitetet hører byens botaniske have "Orto botanico", som er verdens ældste eksisterende botaniske have.
Byens mest berømte attraktion er Scrovegni kapel, hvis indre er helt dækket af fresker af Giotto di Bondone.